# 黃亮勛
黃亮勛（1985年6月26日—）是出生於臺灣雲林的布袋戲人物，為霹靂布袋戲第五代接班人。現任霹靂國際多媒體股份有限公司副董事長兼總經理、大畫電影文化股份有限公司總經理、大霹靂(上海)多媒體科技有限公司總經理。

## 家族背景
黃亮勛出生於布袋戲世家，為霹靂布袋戲第五代接班人。其高祖父為「錦春園」經營者、泉州南管布袋戲操偶師黃馬，曾祖父為台灣布袋戲國寶級大師黃海岱，《雲州大儒俠》創造者黃俊雄是其祖父，父親為霹靂布袋戲創辦人暨霹靂國際多媒體董事長黃強華，母親是霹靂國際多媒體執行長劉麗惠。

## 學經歷
曾就讀國立臺灣大學生化科技學系、國立政治大學科技管理研究所、臺大-復旦EMBA專班與北京電影學院影視金融商學院。求學時期熱衷樂團，喜愛冰島後搖滾音樂，曾組獨立樂團並擔任吉他手，擅長詞曲創作與編曲。自內政部役政署退役後進入霹靂國際多媒體擔任行銷企劃，曾參與《梁祝西湖蝶夢》劇本的編劇。2019年11月底，榮獲《安永企業家獎》【傳承突破企業家獎】，將布袋戲結合動漫、3D，參與跨界平台。

## 代表作品

### Thunderbolt Fantasy 東離劍遊紀
《東離劍遊紀》是一部由Thunderbolt Fantasy Project製作，臺灣和日本雙方合作的奇幻武俠布袋戲電視劇集。本作是台灣布袋戲首次與日本動漫界跨界合作的作品，由黃亮勛擔任製片、動畫製作統籌與總監製，虛淵玄擔任編劇與監製，主題曲還找來日本知名歌手西川貴教演唱、製作；日文版本則由日本聲優團隊以日語配音，霹靂的傳統「人物出場詩號」則保留台語發音。
2016年7月上映後，《東離劍遊紀》居高不下的收視率驗證了作品的成功。根據統計，《東離劍遊紀》在日本七月新節目收視率排名第三；在中國大陸的彈幕影片分享網站bilibili上，《東離劍遊紀》也是熱度排名第四的新節目，首集就吸引了超過一百萬名粉絲觀看。，此為少數台灣本土品牌進軍國際舞台成功的案例，並引起歐美動漫迷廣泛迴響討論。

### Thunderbolt Fantasy 生死一劍
生死一劍是《Thunderbolt Fantasy 東離劍遊紀》的外傳，是由台灣和日本雙方合作的2017年奇幻武俠布袋戲電影。劇本由日本編劇虛淵玄撰寫，霹靂布袋戲製作。全劇由兩個篇章組成，分別以《東離劍遊紀》中的兩位要角殺無生和殤不患為主角，殺無生篇為第一季前傳，殤不患篇為第一、二季之間的承接故事。12/8全台上映後，展現驚人魅力，首週週末即吸引將近一萬名粉絲進戲院觀賞。

### Thunderbolt Fantasy 東離劍遊紀2
2016年播出第一季後造成台、日、中、美動漫迷熱烈迴響，於同年9月播畢時宣布製作第二季，並於2018年10月上映。第二季為第一季《Thunderbolt Fantasy 東離劍遊紀》之延續故事，其劇情以及少數主要人物在外傳電影《Thunderbolt Fantasy 生死一劍》首度被提及。日本歌手西川貴教自《Thunderbolt Fantasy 東離劍遊紀》以來皆擔任主題曲演唱，並從第二季開始，為新登場角色浪巫謠配音。

### Thunderbolt Fantasy 西幽玹歌
西幽玹歌以活躍於第二季的浪巫謠為主角，講述他的過去、以及他在西幽發生的故事。

除了西川貴教飾演浪巫謠，這次劇場版也找來人氣聲優東山奈央飾演吟遊詩人睦天命、釘宮理惠飾演西幽皇女嘲風，角色方面另有於第二季登場的聆牙、嘯狂狷皆回歸。2019年10月底台日同步上映後，日本票房表現亮眼，上映首週即榮登日本電影情報網站【PIA】滿意度調查第二名，並在日本獨立小型劇院排名中獲得第一名佳績，台灣上映後更是佳評如潮，第二週週末全台票房即突破台幣三百萬。

### 奇人密碼－古羅布之謎
霹靂布袋戲第五代接班人，七年級生的黃亮勛在全球首部台灣產製的3D偶動漫電影《奇人密碼－古羅布之謎》的製作中擔任編劇一職，同時也負責大畫後製的藝術監製。《奇人密碼－古羅布之謎》耗時3年半打造，全片結合實景與人偶操作，加上全3D攝影以及動畫特效等元素，將布袋戲提升至媲美好萊塢的動畫水準。
《奇人密碼－古羅布之謎》全片以3D真偶拍攝結合電腦特效，並突破過去純台語配音，開創「依人依地」的多口配音，此作試圖在電影環境裡創造一個新的境界，找到一個屬於現代人的新布袋戲，並藉由這樣的作品，讓布袋戲從傳統中走出來。這是黃亮勛當初創作的信念。身為創作者，黃亮勛認為文化是循序漸進，緩慢改變的過程。現代藝術應該要從本土文化中尋找根基。台灣在文化長河中兼容並蓄 : 繼承過去的脈絡，同時檢視當下，不斷的堆疊、演進、改變、融合，不拘泥於某一形式，只要能感動人，就是價值之所在。